# Prunum roscidum
Prunum roscidum, tên tiếng Anh: seaboard marginella, là một loài ốc biển, là động vật thân mềm chân bụng sống ở biển trong họ Marginellidae, họ ốc mép.